# Reinhardt Wagner

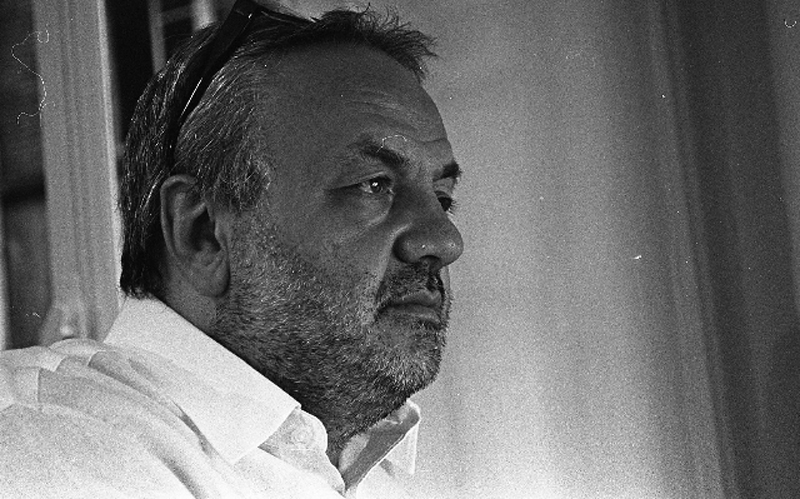
Reinhardt Wagner, 2013

Reinhardt Wagner (* 26. April 1956) ist ein französischer Komponist, der sich in Frankreich hauptsächlich mit Musik für Kino und Theater einen Namen gemacht hat. In seinem Heimatland kennt man außerdem viele Chansons aus seiner Feder.

## Leben
Wagner hat am Conservatoire d’Orléans klassische Gitarre und Klavier und am Pariser Konservatorium Geschichte der Musik, Ästhetik und Musikanalyse studiert. Er ist regelmäßiges Jury-Mitglied einiger Konservatorien und Filmfestivals.
In Deutschland wurde seine Musik einem größeren Publikum durch den Film Paris, Paris – Monsieur Pigoil auf dem Weg zum Glück von Christophe Barratier aus dem Jahr 2008 bekannt. Wagners Musik aus dem Film erhielt 2009 den Étoile d’Or in der Kategorie Beste Filmmusik und war 2009 für einen César in der Kategorie Beste Filmmusik nominiert. Im Jahr 2010 wurde das Chanson Loin de Paname aus Paris, Paris – Monsieur Pigoil auf dem Weg zum Glück in der Kategorie Bester Song für einen Oscar nominiert. Regelmäßig arbeitet Wagner mit Regisseur Pascal Thomas zusammen.

## Filmografie (Auswahl)
- 1984: Wespennest (La crime) – Regie: Philippe Labro
- 1989: Marquis de Sade (Marquis) – Regie: Henri Xhonneux und Roland Topor
- 1990: Am Ende des Tages (Verso sera) – Regie: Francesca Archibugi
- 1992: Rosalyn und die Löwen (Roselyne et les lions) – Regie: Jean-Jacques Beineix
- 1999: La dilettante – Regie: Pascal Thomas
- 2001: Fifi Martingale – Regie: Jacques Rozier
- 2001: Mortal Transfer (Mortel transfert) – Regie: Jean-Jacques Beineix
- 2006: Le grand appartement – Regie: Pascal Thomas
- 2007: L’heure zéro – Regie: Pascal Thomas
- 2008: Paris, Paris – Monsieur Pigoil auf dem Weg zum Glück (Faubourg 36) – Regie: Christophe Barratier
- 2008: Le crime est notre affaire – Regie: Pascal Thomas
- 2009: Bambou – Regie: Didier Bourdon
- 2010: Ensemble, nous allons vivre une très, très grande histoire d’amour… – Regie: Pascal Thomas
- 2011: Associés contre le crime: L’œuf d’Ambroise – Regie: Pascal Thomas
- 2012–2017: La Smala s’en mêle (TV-Reihe)
- 2014: Valentin Valentin – Regie: Pascal Thomas
- 2015: Il était une fois la télé, 30 ans après (Dokumentarfilm)
- 2016: Retour à la vie (Dokumentarfilm)